# Fritz Walther Meissner
Fritz Walther Meissner, niem. Meißner (ur. 16 grudnia 1882 w Berlinie, zm. 16 listopada 1974 w Monachium) – fizyk niemiecki. W 1933 odkrył w nadprzewodnikach tzw. efekt Meissnera.